# Трудова медицина
Трудовата медицина е клон на клиничната медицина, който е най-активен в областта на трудовото здраве. Нейната основна роля е да осигури здравен съвет на организации и индивиди, с което да подсигури най-високи стандарти на здраве и безопасност на работното място, които могат да бъдат постигнати и поддържани.
Като медицинска специалност с превантивна насоченост, трудовата медицина отговаря на международните регулации за специалността и изисква от лекарите задълбочени познания по:
1. Клинични умения.
2. Законодателство.
3. Здраве и околна среда.
4. Преценка на трудоспособност и интеграция на инвалиди.
5. Токсикология.
6. Разпознаване, оценка и контрол на риска.
7. Подготовка за бедствия и аварии. Спешна медицина.
8. Здраве и продуктивност (работоспособност).
9. Обществено здраве, здравен мониторинг и превенция на заболяванията.
10. Управление и администрация на програми и проекти по трудова медицина.